# الصادق حسن
الصادق حسن (انگلیسی: Elsadig Hassan؛ زادهٔ ۴ سپتامبر ۱۹۹۶) بازیکن فوتبال اهل سودان است.
وی همچنین در تیم ملی فوتبال سودان بازی کرده‌است.